# Androcymbium psammophilum
Androcymbium psammophilum är en tidlöseväxtart som beskrevs av Eric R.Svensson Sventenius. Androcymbium psammophilum ingår i släktet Androcymbium och familjen tidlöseväxter. IUCN kategoriserar arten globalt som sårbar. Inga underarter finns listade i Catalogue of Life.